# Paz de Fenice
A Paz de Fenice, também conhecida como Tratado de Fenice, foi o tratado que encerrou a Primeira Guerra da Macedônia. O mesmo foi assinado na Fenice em 205 a.C..[carece de fontes?]
O equilíbrio político da Grécia entre a Macedônia, sob Filipe V, e a Liga Etólia foi perturbado pela guerra entre Roma e Cartago. Filipo, buscando melhorar sua posição, construiu uma frota e enviou emissários a Aníbal, que então ocupava parte da Itália. Temendo que Filipe pudesse oferecer ajuda militar a Aníbal, Roma tentou confinar os macedônios ao leste da província romana da Ilíria. Entre 214 e 212 a.C. Filipe fez duas tentativas frustradas de invadir a Ilíria por mar e impedir os avanços por terra, eventualmente capturando o porto de Lisso e rendendo a província.[carece de fontes?]
Neste ponto, Roma estimulou os eólios a formar uma aliança contra Filipe. Os aliados lutaram por dois anos contra a Macedônia, conquistando algumas pequenas vitórias militares e ganhando mais aliados entre a polis grega. À medida que os romanos se retiravam, as forças de Filipe avançavam contra os etólios, virando a guerra. Finalmente, os macedônios recuperaram grande parte de seu território original e os romanos e etólios estavam dispostos a fazer a paz.
O tratado reconheceu formalmente a posição favorável da Macedônia, incluindo a captura da Ilíria, mas Filipe teve que repudiar sua aliança com Aníbal. Os termos do tratado permitiram a Roma controlar os partos, Dímalo, Bárgulo e Eugênio, enquanto a Macedônia, se aprovada pelo Senado romano, controlaria Atintânia. Outros envolvidos no tratado incluíam Prúsias I, os aqueus, os beócios, os tessálios, os acarnanos e os epirotas (do lado de Filipe) e os ilírios, Átalo I, Pleurato III, Nábis da Lacedemônia, os élios, os messênios e os Atenienses (do lado romano).[carece de fontes?]